# Mistrovství Evropy ve fotbale 2016 – skupina B
Skupina B byla jednou ze šesti skupin turnaje Mistrovství Evropy ve fotbale 2016. Nalosovány do ní byly týmy Anglie, Rusko, Slovensko a Wales. Zápasy se hrály mezi 11.–20. červnem 2016. Vítězem skupiny se stal Wales, druhá skončila Anglie a třetí Slovensko, které se po potřebných kritériích týmů na třetích místech dostalo do osmifinále jako nejvýše postavený tým.
| Tým       | Z | V | R | P | VG | IG | +/- | B |
| --------- | - | - | - | - | -- | -- | --- | - |
| Wales     | 3 | 2 | 0 | 1 | 6  | 3  | 3   | 6 |
| Anglie    | 3 | 1 | 2 | 0 | 3  | 2  | +1  | 5 |
| Slovensko | 3 | 1 | 1 | 1 | 3  | 3  | 0   | 4 |
| Rusko     | 3 | 0 | 1 | 2 | 2  | 6  | −4  | 1 |

## Wales – Slovensko
| 11. června 2016 18:00 UTC+2 |        |           |                                                                                |
| Wales                       | 2 : 1  | Slovensko | Nouveau stade de Bordeaux, Bordeaux diváci: 37 831 rozhodčí: Svein Oddvar Moen |
| Bale 10' Robson-Kanu 81'    | Report | Duda 61'  | Nouveau stade de Bordeaux, Bordeaux diváci: 37 831 rozhodčí: Svein Oddvar Moen |

## Anglie – Rusko
| 11. června 2016 21:00 UTC+1 |        |                  |                                                                    |
| Anglie                      | 1 : 1  | Rusko            | Stade Vélodrome, Marseille diváci: 62 343 rozhodčí: Nicola Rizzoli |
| Dier 73'                    | Report | Berezuckij 90+2' | Stade Vélodrome, Marseille diváci: 62 343 rozhodčí: Nicola Rizzoli |

## Rusko – Slovensko
| 15. června 2016 15:00 UTC+1 |        |                      |                                                                   |
| Rusko                       | 1 : 2  | Slovensko            | Stade Pierre-Mauroy, Lille diváci: 38 989 rozhodčí: Damir Skomina |
| Glušakov 80'                | Report | Weiss 32' Hamšík 45' | Stade Pierre-Mauroy, Lille diváci: 38 989 rozhodčí: Damir Skomina |

## Anglie – Wales
| 16. června 2016 15:00 UTC+1 |        |          |                                                                   |
| Anglie                      | 2 : 1  | Wales    | Stade Bollaert-Delelis, Lens diváci: 34 033 rozhodčí: Felix Brych |
| Vardy 56' Sturridge 90+2'   | Report | Bale 42' | Stade Bollaert-Delelis, Lens diváci: 34 033 rozhodčí: Felix Brych |

## Rusko – Wales
| 20. června 2016 21:00 UTC+1 |        |                                |                                                                     |
| Rusko                       | 0 : 3  | Wales                          | Stadium Municipal, Toulouse diváci: 28 840 rozhodčí: Jonas Eriksson |
|                             | Report | Ramsey 11' Taylor 20' Bale 67' | Stadium Municipal, Toulouse diváci: 28 840 rozhodčí: Jonas Eriksson |

## Slovensko – Anglie
| 20. června 2016 21:00 UTC+1 |        |        |                                                                                        |
| Slovensko                   | 0 : 0  | Anglie | Stade Geoffroy-Guichard, Saint-Étienne diváci: 39 051 rozhodčí: Carlos Velasco Carball |
|                             | Report |        | Stade Geoffroy-Guichard, Saint-Étienne diváci: 39 051 rozhodčí: Carlos Velasco Carball |